# Mazda Premacy
La Premacy è una autovettura monovolume prodotta dal costruttore giapponese Mazda dal 1999 al 2005 quando, perlomeno sui mercati europei ed americani, fu sostituita dalla Mazda 5.

## Storia
La nuova vettura venne presentata al salone dell'automobile di Ginevra nella primavera del 1999, con le vendite che sono iniziate poco dopo. Si tratta di una vettura che può ospitare sino a 7 passeggeri e che si inserisce nella categoria delle monovolumi di grandi dimensioni con una lunghezza di 4295 mm.
Nel 2001 è stata sottoposta a un restyling che ha comportato un leggero aumento della lunghezza e delle lievi modifiche estetiche riguardanti sia la parte anteriore che la posteriore.
Duranti gli anni di produzione le motorizzazioni disponibili sono state due propulsori a benzina da 1,8 e 2,0 litri e una motorizzazione diesel da 2,0 litri, eroganti potenze comprese tra i 74 e i 96 kW.